# Amyema verticillata
Amyema verticillata är en tvåhjärtbladig växtart som först beskrevs av Elmer Drew Merrill, och fick sitt nu gällande namn av Danser. Amyema verticillata ingår i släktet Amyema och familjen Loranthaceae. Inga underarter finns listade i Catalogue of Life.